# Vegacervera
Vegacervera ist eine Gemeinde mit 258 Einwohnern (Stand: 2024) im nordwestlichen Zentral-Spanien in der Provinz León in der Autonomen Gemeinschaft Kastilien-León. Vegaquemada besteht neben dem gleichnamigen Hauptort Vegacervera aus den Ortsteilen Coladilla, Valle de Vegacervera, Valporquero de Torío und Villar del Puerto.

## Geografie
Vegacervera liegt im Tal des Río Torío etwa 30 Kilometer nordnordöstlich von León in einer Höhe von ca. 1040 m.

## Bevölkerungsentwicklung
| Jahr        | 1900 | 1950 | 1970 | 1981 | 1991 | 2001 | 2011 | 2021 |
| ----------- | ---- | ---- | ---- | ---- | ---- | ---- | ---- | ---- |
| Einwohner   | 978  | 843  | 408  | 324  | 414  | 380  | 347  | 264  |
| Quelle: INE |      |      |      |      |      |      |      |      |